# عبقة أريجية
عبقة أريجية (الاسم العلمي:Osmanthus fragrans) هي نوع من النباتات تتبع جنس العبقة من الفصيلة الزيتونية.